# Lattice Semiconductor Corporation
Lattice Semiconductor ist ein US-amerikanischer Hersteller von elektronischen Halbleiterbauelementen mit Sitz in Oregon, in einer Region mit vielen High-Tech-Unternehmen, welche auch als Silicon Forest bekannt ist. Lattice ist mit Stand 2006 weltweit der zweitgrößte Hersteller von digitalen, frei programmierbaren Logikbausteinen, den sogenannten Complex Programmable Logic Devices (CPLDs) und der viertgrößte Hersteller von Field-Programmable Gate Arrays (FPGAs).

## Geschichte
Gegründet wurde das Unternehmen 1983 in Hillsboro in Oregon.
2014 wurde der Unternehmenssitz nach Portland verlegt. Dort befindet sich der Sitz im US Bancorp Tower.
Im November 2016 gab das Unternehmen die angestrebte Übernahme durch Canyon Bridge Capital Partners für ca. 1,3 Mrd. US-Dollar bekannt. Deren einziger Investor ist eine Tochtergesellschaft der China Reform Holdings, die in Besitz des chinesischen Staatsrates ist. Vorbehaltlich der Genehmigung durch die Aufsichtsbehörden sollte die Übernahme Anfang 2017 abgeschlossen werden.
Einer Empfehlung des Committee on Foreign Investment in the United States folgend, untersagte jedoch US-Präsident Donald Trump im September 2017 den Verkauf wegen Gefährdung der nationalen Sicherheit.

## Produkte

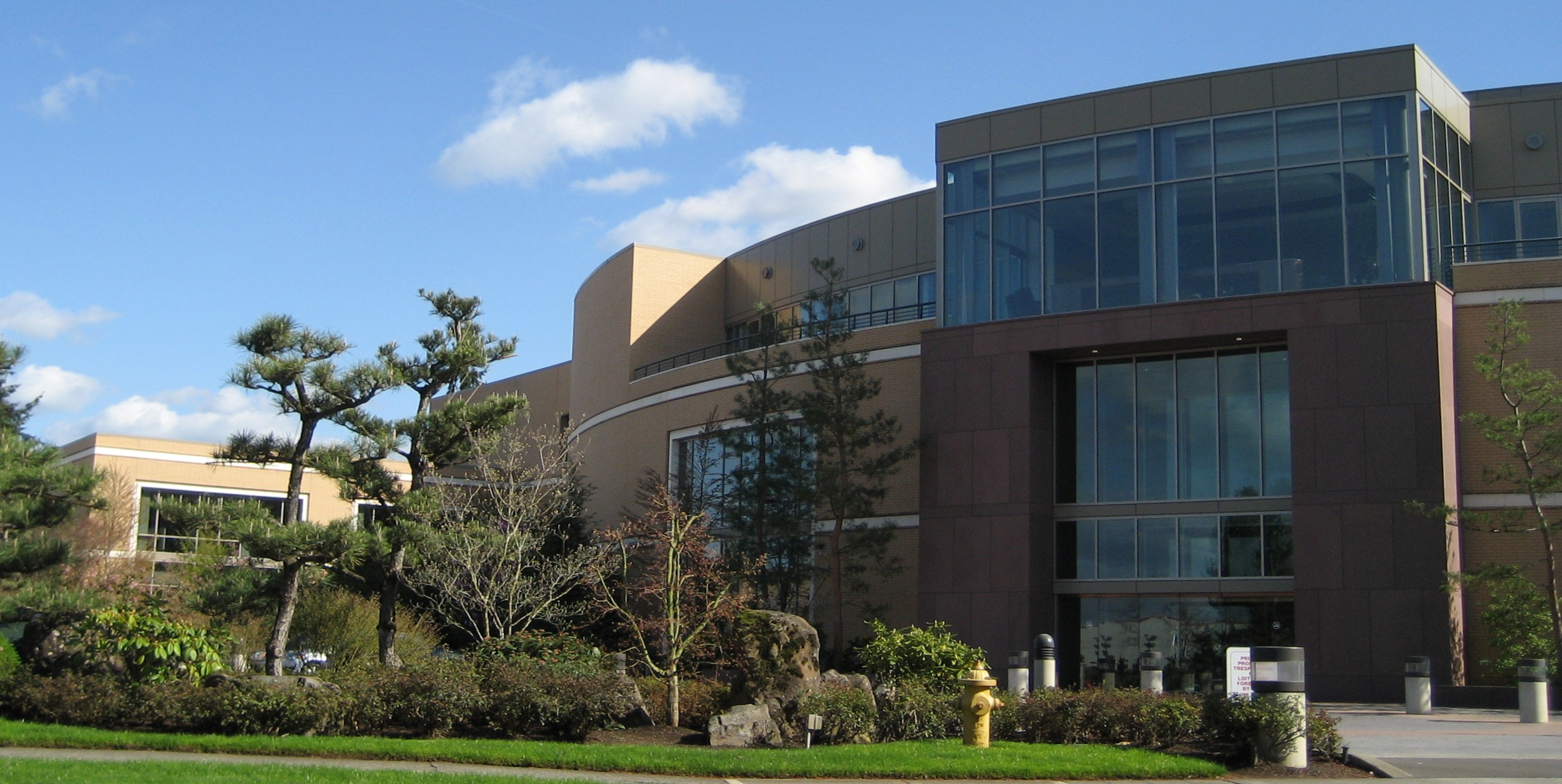
Firmenzentrale in Hillsboro

Neben den erwähnten CPLDs und FPGAs stellt Lattice auch mixed-signal ASICs her, eine Kombination aus kundenspezifischen analogen und digitalen integrierten Schaltkreisen. Darüber hinaus entwickelt und vermarktet die Firma auch die notwendige Entwicklungssoftware Diamond sowie IP-Cores. Als Besonderheit werden „Soft-IP Cores“ von 8-Bit- und 32-Bit-Prozessoren für die Implementierung von SoCs in FPGAs unter der „Lattice open IP core license“ quelloffen und kostenfrei zur allgemeinen Verfügung gestellt. Das dafür nötige Entwicklungssystem basiert auf der GNU Compiler Collection und wird von Lattice unter der GNU General Public License verbreitet.